# Schwienbrücke

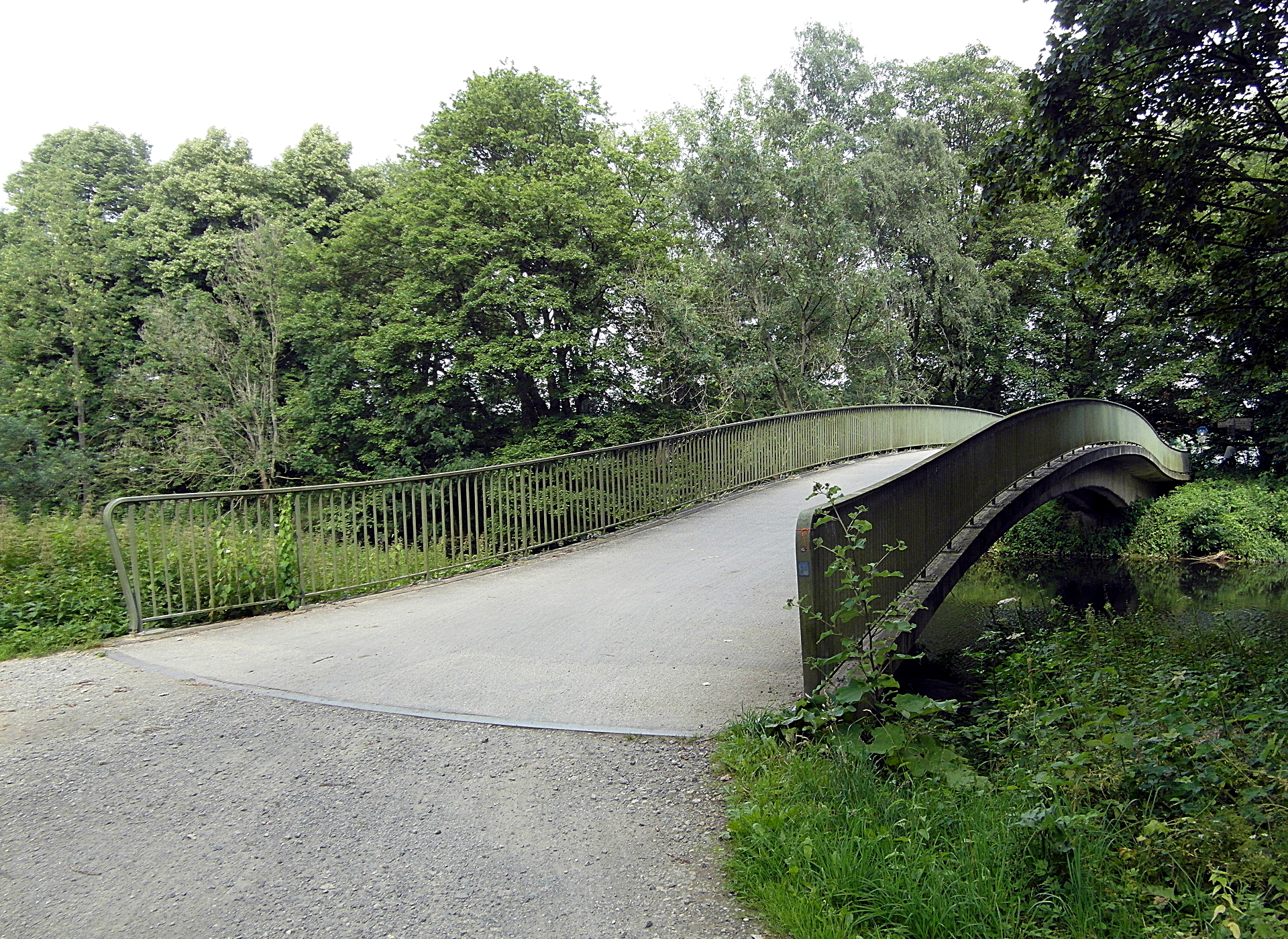
Die Schwienbrücke aus Richtung Ricklingen

Die Schwienbrücke in Hannover ist eine 1955 über die Leine errichtete Spannbetonbrücke, die westlich des Maschsees und des Karl-Thiele-Weges die hannoverschen Stadtteile Südstadt und Ricklingen nahe der Ricklinger Kiesteiche miteinander verbindet. Das für Fußgänger wie Radfahrer im Naherholungs- und Landschaftsschutzgebiet liegende Bauwerk wurde 1963 nach dem Oberbaurat Karl Schwien (1894–1961) benannt, der als Leiter der Wasser- und Brückenbauabteilung des Städtischen Tiefbauamtes an der Planung und Anlage des Maschsees beteiligt gewesen war.